# لودویگ واینانتس
لودویگ واینانتس (انگلیسی: Ludwig Wijnants؛ زادهٔ ۴ ژوئیهٔ ۱۹۵۶) دوچرخه‌سوار اهل بلژیک است.